# Campionato francese di rugby a 15 2020-2021
Il Top 14 2020-21 è stato il 122º campionato nazionale francese di rugby a 15 di prima divisione. A seguito dell'interruzione e sospensione dell'edizione 2019-2020, non ci furono retrocessioni o promozioni rispetto all'annata precedente. Il campionato cominciò il 4 settembre 2020 e si concluse il 26 giugno 2021. La finale, giocata allo Stade de France di Saint-Denis, fu vinta da Tolosa contro La Rochelle.

## Formula
Nella stagione regolare le squadre si affrontano a girone unico con partite di andata e ritorno. Ai play-off accedono le prime sei classificate che si sfidano in partite di sola andata. Le squadre dalla terza alla sesta classificata si sfidano in due incontri preliminari per arrivare alle semifinali, a cui la prima e la seconda sono già qualificate. Le sfide preliminari vedono giocare la terza contro la sesta e la quarta contro la quinta. Le vincenti delle semifinali disputano la finale allo Stade de France di Saint-Denis.
Le prime sette classificate della stagione regolare si qualificano all'European Rugby Champions Cup, mentre quelle dall'ottavo al dodicesimo posto partecipano all'European Rugby Challenge Cup. La squadra ultima classificata retrocede in Pro D2, mentre la penultima disputa uno spareggio contro la finalista della seconda divisione per ottenere la presenza in Top 14 nell'edizione successiva.

## Squadre partecipanti
| Club            | Sponsor                                  | Città              | Impianto interno                  |
| --------------- | ---------------------------------------- | ------------------ | --------------------------------- |
| Agen            | Bigard (industria delle carni)           | Agen               | Stadio Armandie                   |
| Bayonne         | MGP (assicurazioni)                      | Bayonne            | Stadio Jean Dauger                |
| Bordeaux Bègles | Arkea (credito)                          | Bordeaux           | Stadio Chaban-Delmas              |
| Brive           | Vivendi (telecomunicazioni)              | Brive-la-Gaillarde | Stadio Amédée Domenech            |
| Castres         | Matmut (assicurazioni)                   | Castres            | Stadio Pierre Fabre               |
| Clermont        | Paprec Group (riciclaggio materie prime) | Clermont-Ferrand   | Stadio Marcel Michelin            |
| Lione           | Matmut (assicurazioni)                   | Lione              | Stade de Gerland                  |
| Montpellier     | Altrad (materiali edili)                 | Montpellier        | Stadio Yves du Manoir             |
| Pau             | Total (carburanti)                       | Pau                | Stade du Hameau                   |
| Racing 92       | Natixis (investimenti finanziari)        | Parigi             | Paris La Défense Arena (Nanterre) |
| La Rochelle     | Apivia (assicurazioni)                   | La Rochelle        | Stadio Marcel Deflandre           |
| Stade français  | Capri Sun (bevande analcoliche)          | Parigi             | Stadio Jean Bouin                 |
| Tolone          | SPVIE (assicurazioni)                    | Tolone             | Stadio Mayol                      |
| Tolosa          | Peugeot (veicoli)                        | Tolosa             | Stadio Ernest Wallon              |

## Stagione regolare
|            | 1ª giornata                      |       |
| ---------- | -------------------------------- | ----- |
| 4-9-2020   | Montpellier - Pau                | 23-26 |
| 5-9-2020   | La Rochelle - Tolone             | 29-15 |
| 5-9-2020   | Lione - Racing 92                | 23-27 |
| 5-9-2020   | Agen - Castres                   | 22-26 |
| 6-9-2020   | Brive - Bayonne                  | 42-23 |
| 6-9-2020   | Clermont - Tolosa                | 33-30 |
| 21-11-2020 | Stade Français - Bordeaux-Bègles | 26-16 |
|            |                                  |       |

|            | 4ª giornata                |       |
| ---------- | -------------------------- | ----- |
| 9-10-2020  | Bayonne - La Rochelle      | 19-36 |
| 10-10-2020 | Tolone - Montpellier       | 25-21 |
| 10-10-2020 | Agen - Stade Français      | 3-20  |
| 10-10-2020 | Racing 92 - Tolosa         | 24-30 |
| 11-10-2020 | Pau - Lione                | 29-29 |
| 22-12-2020 | Castres - Brive            | 24-25 |
| 16-1-2021  | Bordeaux-Bègles - Clermont | 16-16 |
|            |                            |       |

|            | 7ª giornata             |       |
| ---------- | ----------------------- | ----- |
| 31-10-2020 | Brive - Clermont        | 21-43 |
| 31-10-2020 | Bordeaux-Bègles - Agen  | 71-5  |
| 31-10-2020 | Castres - Racing 92     | 28-26 |
| 1-11-2020  | Pau - La Rochelle       | 24-35 |
| 1-11-2020  | Stade Français - Tolosa | 48-14 |
| 21-11-2020 | Bayonne - Tolone        | 35-29 |
| 6-1-2021   | Lione - Montpellier     | 24-20 |
|            |                         |       |

|            | 10ª giornata                  |       |
| ---------- | ----------------------------- | ----- |
| 27-11-2020 | Castres - Clermont            | 14-40 |
| 28-11-2020 | Tolone - Pau                  | 18-13 |
| 28-11-2020 | La Rochelle - Brive           | 36-22 |
| 28-11-2020 | Montpellier - Bordeaux-Bègles | 22-23 |
| 28-11-2020 | Tolosa - Agen                 | 63-18 |
| 29-11-2020 | Racing 92 - Bayonne           | 43-17 |
| 29-11-2020 | Lione - Stade Français        | 20-19 |
|            |                               |       |

|           | 13ª giornata             |       |
| --------- | ------------------------ | ----- |
| 2-1-2021  | Bordeaux-Bègles - Tolone | 31-18 |
| 2-1-2021  | Montpellier - Tolosa     | 9-16  |
| 2-1-2021  | Agen - La Rochelle       | 13-43 |
| 2-1-2021  | Lione - Castres          | 14-15 |
| 3-1-2021  | Stade Français - Brive   | 51-21 |
| 3-1-2021  | Clermont - Racing 92     | 22-24 |
| 16-1-2021 | Bayonne - Pau            | 22-23 |
|           |                          |       |

|           | 16ª giornata                     |       |
| --------- | -------------------------------- | ----- |
| 12-2-2021 | Tolosa - Pau                     | 31-9  |
| 13-2-2021 | Bordeaux-Bègles - Stade Français | 44-6  |
| 13-2-2021 | Racing 92 - Lione                | 34-26 |
| 13-2-2021 | Castres - Montpellier            | 48-17 |
| 13-2-2021 | Tolone - La Rochelle             | 11-29 |
| 14-2-2021 | Bayonne - Brive                  | 26-23 |
| 27-2-2021 | Agen - Clermont                  | 16-52 |
|           |                                  |       |

|           | 19ª giornata                |       |
| --------- | --------------------------- | ----- |
| 22-1-2021 | La Rochelle - Bayonne       | 40-3  |
| 23-1-2021 | Racing 92 - Bordeaux-Bègles | 32-33 |
| 23-1-2021 | Clermont - Castres          | 59-19 |
| 23-1-2021 | Agen - Tolosa               | 0-59  |
| 23-1-2021 | Montpellier - Lione         | 16-21 |
| 24-1-2021 | Pau - Brive                 | 27-32 |
| 24-1-2021 | Tolone - Stade Français     | 35-13 |
|           |                             |       |

|           | 22ª giornata                  |       |
| --------- | ----------------------------- | ----- |
| 24-4-2021 | Lione - Clermont              | 41-30 |
| 24-4-2021 | Stade Français - Pau          | 46-32 |
| 24-4-2021 | Tolosa - Racing 92            | 34-16 |
| 29-4-2021 | Bayonne - Castres             | 23-26 |
| 1-5-2021  | Tolone - Agen                 | 34-17 |
| 11-5-2021 | Brive - La Rochelle           | 24-12 |
| 25-5-2021 | Bordeaux-Bègles - Montpellier | 57-9  |
|           |                               |       |

|           | 25ª giornata             |       |
| --------- | ------------------------ | ----- |
| 28-5-2021 | Stade Français - Lione   | 46-27 |
| 29-5-2021 | Tolone - Bordeaux-Bègles | 25-19 |
| 29-5-2021 | Montpellier - Bayonne    | 23-19 |
| 29-5-2021 | La Rochelle - Pau        | 51-27 |
| 29-5-2021 | Brive - Castres          | 28-33 |
| 29-5-2021 | Agen - Racing 92         | 14-54 |
| 29-5-2021 | Tolosa - Clermont        | 36-27 |

|           | 2ª giornata              |       |
| --------- | ------------------------ | ----- |
| 11-9-2020 | Pau - Agen               | 33-23 |
| 11-9-2020 | Racing 92 - Montpellier  | 41-17 |
| 12-9-2020 | Tolosa - La Rochelle     | 39-23 |
| 12-9-2020 | Bordeaux-Bègles - Brive  | 25-20 |
| 12-9-2020 | Bayonne - Clermont       | 21-19 |
| 13-9-2020 | Castres - Stade Français | 16-22 |
| 13-9-2020 | Tolone - Lione           | 36-14 |
|           |                          |       |

|            | 5ª giornata               |       |
| ---------- | ------------------------- | ----- |
| 17-10-2020 | Montpellier - Agen        | 42-13 |
| 17-10-2020 | Pau - Bordeaux-Bègles     | 29-24 |
| 17-10-2020 | La Rochelle - Castres     | 62-3  |
| 17-10-2020 | Brive - Tolosa            | 16-36 |
| 18-10-2020 | Lione - Bayonne           | 62-10 |
| 18-10-2020 | Clermont - Stade Français | 41-27 |
| 17-1-2021  | Racing 92 - Tolone        | 23-29 |
|            |                           |       |

|           | 8ª giornata                  |       |
| --------- | ---------------------------- | ----- |
| 6-11-2020 | Tolone - Brive               | 35-19 |
| 7-11-2020 | Tolosa - Castres             | 16-16 |
| 7-11-2020 | Bordeaux-Bègles - Bayonne    | 43-19 |
| 7-11-2020 | Racing 92 - Pau              | 24-22 |
| 8-11-2020 | Agen - Lione                 | 16-19 |
| 8-11-2020 | La Rochelle - Clermont       | 19-10 |
| 6-2-2021  | Montpellier - Stade Français | 31-6  |
|           |                              |       |

|           | 11ª giornata                |       |
| --------- | --------------------------- | ----- |
| 4-12-2020 | Clermont - Montpellier      | 15-21 |
| 5-12-2020 | Bordeaux-Bègles - Racing 92 | 12-17 |
| 5-12-2020 | Lione - La Rochelle         | 22-18 |
| 5-12-2020 | Bayonne - Tolosa            | 20-24 |
| 5-12-2020 | Agen - Brive                | 6-15  |
| 6-12-2020 | Pau - Castres               | 13-17 |
| 6-12-2020 | Stade Français - Tolone     | 24-23 |
|           |                             |       |

|           | 14ª giornata            |       |
| --------- | ----------------------- | ----- |
| 9-1-2021  | Castres - Agen          | 39-23 |
| 10-1-2021 | Brive - Montpellier     | 23-22 |
| 10-1-2021 | Pau - Clermont          | 31-42 |
| 10-1-2021 | Bordeaux-Bègles - Lione | 31-9  |
| 10-1-2021 | Tolosa - Stade Français | 48-24 |
| 7-2-2021  | Racing 92 - La Rochelle | 26-22 |
| 26-2-2021 | Tolone - Bayonne        | 14-16 |
|           |                         |       |

|           | 17ª giornata                 |       |
| --------- | ---------------------------- | ----- |
| 19-2-2021 | Racing 92 - Castres          | 23-20 |
| 20-2-2021 | La Rochelle - Stade Français | 16-11 |
| 20-2-2021 | Pau - Tolone                 | 29-33 |
| 20-2-2021 | Agen - Montpellier           | 19-39 |
| 20-2-2021 | Clermont - Bayonne           | 73-3  |
| 20-2-2021 | Brive - Bordeaux-Bègles      | 25-23 |
| 20-2-2021 | Lione - Tolosa               | 31-23 |
|           |                              |       |

|           | 20ª giornata                  |       |
| --------- | ----------------------------- | ----- |
| 27-3-2021 | Stade Français - Clermont     | 27-34 |
| 27-3-2021 | Bayonne - Racing 92           | 23-13 |
| 27-3-2021 | Bordeaux-Bègles - La Rochelle | 11-26 |
| 27-3-2021 | Castres - Pau                 | 38-33 |
| 27-3-2021 | Brive - Agen                  | 57-3  |
| 27-3-2021 | Tolosa - Montpellier          | 16-29 |
| 27-3-2021 | Lione - Tolone                | 54-16 |
|           |                               |       |

|          | 23ª giornata              |       |
| -------- | ------------------------- | ----- |
| 7-5-2021 | Castres - Lione           | 37-29 |
| 8-5-2021 | Racing 92 - Clermont      | 45-19 |
| 8-5-2021 | Montpellier - La Rochelle | 32-22 |
| 8-5-2021 | Bayonne - Bordeaux-Bègles | 22-47 |
| 8-5-2021 | Agen - Pau                | 7-47  |
| 8-5-2021 | Brive - Stade Français    | 28-31 |
| 8-5-2021 | Tolone - Tolosa           | 44-10 |
|          |                           |       |

|          | 26ª giornata             |       |
| -------- | ------------------------ | ----- |
| 5-6-2021 | Clermont - La Rochelle   | 25-20 |
| 5-6-2021 | Lione - Agen             | 52-7  |
| 5-6-2021 | Bayonne - Stade Français | 9-12  |
| 5-6-2021 | Pau - Montpellier        | 41-25 |
| 5-6-2021 | Bordeaux-Bègles - Tolosa | 10-21 |
| 5-6-2021 | Racing 92 - Brive        | 55-12 |
| 5-6-2021 | Castres - Tolone         | 46-24 |
|          |                          |       |

|            | 3ª giornata              |       |
| ---------- | ------------------------ | ----- |
| 2-10-2020  | Brive - Pau              | 19-13 |
| 2-10-2020  | Stade Français - Bayonne | 19-26 |
| 3-10-2020  | Clermont - Agen          | 31-12 |
| 4-10-2020  | Tolosa - Tolone          | 39-19 |
| 3-10-2020  | Lione - Bordeaux-Bègles  | 27-10 |
| 22-11-2020 | La Rochelle - Racing 92  | 9-6   |
| 17-1-2021  | Montpellier - Castres    | 19-21 |
|            |                          |       |

|            | 6ª giornata                   |       |
| ---------- | ----------------------------- | ----- |
| 23-10-2020 | Tolone - Castres              | 19-6  |
| 24-10-2020 | Tolosa - Lione                | 7-16  |
| 24-10-2020 | Agen - Bayonne                | 15-26 |
| 24-10-2020 | Stade Français - Racing 92    | 25-27 |
| 24-10-2020 | Clermont - Pau                | 50-29 |
| 25-10-2020 | Montpellier - Brive           | 30-6  |
| 25-10-2020 | La Rochelle - Bordeaux-Bègles | 20-6  |
|            |                               |       |

|            | 9ª giornata                  |       |
| ---------- | ---------------------------- | ----- |
| 13-11-2020 | Castres - Bordeaux-Bègles    | 29-30 |
| 14-11-2020 | Pau - Tolosa                 | 16-22 |
| 14-11-2020 | Agen - Tolone                | 9-38  |
| 14-11-2020 | Bayonne - Montpellier        | 29-20 |
| 14-11-2020 | Brive - Racing 92            | 19-23 |
| 15-11-2020 | Stade Français - La Rochelle | 35-13 |
| 5-2-2021   | Clermont - Lione             | 26-18 |
|            |                              |       |

|            | 12ª giornata              |       |
| ---------- | ------------------------- | ----- |
| 27-12-2020 | La Rochelle - Montpellier | 22-9  |
| 27-12-2020 | Brive - Lione             | 12-8  |
| 27-12-2020 | Racing 92 - Agen          | 45-10 |
| 27-12-2020 | Tolosa - Bordeaux-Bègles  | 45-23 |
| 27-12-2020 | Pau - Stade Français      | 29-27 |
| 27-12-2020 | Tolone - Clermont         | 27-9  |
| 7-2-2021   | Castres - Bayonne         | 31-21 |
|            |                           |       |

|           | 15ª giornata               |       |
| --------- | -------------------------- | ----- |
| 29-1-2021 | Montpellier - Racing 92    | 22-24 |
| 30-1-2021 | Clermont - Bordeaux-Bègles | 36-37 |
| 30-1-2021 | Brive - Tolone             | 25-23 |
| 30-1-2021 | Lione - Pau                | 17-18 |
| 31-1-2021 | Stade Français - Castres   | 29-9  |
| 27-2-2021 | La Rochelle - Tolosa       | 11-14 |
| 13-3-2021 | Bayonne - Agen             | 48-20 |
|           |                            |       |

|          | 18ª giornata           |       |
| -------- | ---------------------- | ----- |
| 5-3-2021 | Montpellier - Clermont | 22-16 |
| 6-3-2021 | Tolosa - Brive         | 42-17 |
| 6-3-2021 | Bordeaux-Bègles - Pau  | 29-23 |
| 6-3-2021 | Castres - La Rochelle  | 22-15 |
| 6-3-2021 | Bayonne - Lione        | 20-28 |
| 6-3-2021 | Stade Français - Agen  | 40-21 |
| 6-3-2021 | Tolone - Racing 92     | 25-21 |
|          |                        |       |

|           | 21ª giornata               |       |
| --------- | -------------------------- | ----- |
| 16-4-2021 | Pau - Bayonne              | 43-33 |
| 17-4-2021 | Castres - Tolosa           | 26-24 |
| 17-4-2021 | La Rochelle - Lione        | 38-23 |
| 1-5-2021  | Racing 92 - Stade Français | 29-35 |
| 1-5-2021  | Clermont - Brive           | 37-27 |
| 11-5-2021 | Montpellier - Tolone       | 29-10 |
| 21-5-2021 | Agen - Bordeaux-Bègles     | 3-49  |
|           |                            |       |

|           | 24ª giornata                 |       |
| --------- | ---------------------------- | ----- |
| 14-5-2021 | Pau - Racing 92              | 29-35 |
| 15-5-2021 | Bordeaux-Bègles - Castres    | 20-16 |
| 15-5-2021 | Tolosa - Bayonne             | 28-32 |
| 15-5-2021 | La Rochelle - Agen           | 59-0  |
| 15-5-2021 | Lione - Brive                | 24-7  |
| 15-5-2021 | Stade Français - Montpellier | 32-10 |
| 15-5-2021 | Clermont - Tolone            | 25-16 |

### Classifica
|  |     | Squadra         | G  | V  | N | P  | PF  | PS   | P±   | MF | MS  | BM | BS | Pt |
|  | --- | --------------- | -- | -- | - | -- | --- | ---- | ---- | -- | --- | -- | -- | -- |
|  | 1.  | Tolosa          | 26 | 17 | 1 | 8  | 767 | 557  | 210  | 92 | 53  | 8  | 3  | 81 |
|  | 2.  | La Rochelle     | 26 | 17 | 0 | 9  | 726 | 452  | 274  | 79 | 41  | 6  | 4  | 78 |
|  | 3.  | Racing 92       | 26 | 17 | 0 | 9  | 757 | 577  | 180  | 82 | 48  | 6  | 4  | 78 |
|  | 4.  | Bordeaux Bègles | 26 | 15 | 1 | 10 | 740 | 546  | 194  | 78 | 41  | 7  | 3  | 72 |
|  | 5.  | Clermont        | 26 | 15 | 1 | 10 | 830 | 619  | 211  | 88 | 61  | 6  | 3  | 71 |
|  | 6.  | Stade français  | 26 | 15 | 0 | 11 | 701 | 622  | 79   | 69 | 63  | 6  | 4  | 70 |
|  | 7.  | Castres         | 26 | 15 | 1 | 10 | 625 | 676  | −51  | 61 | 63  | 3  | 4  | 69 |
|  | 8.  | Tolone          | 26 | 14 | 0 | 12 | 641 | 605  | 36   | 62 | 53  | 7  | 3  | 66 |
|  | 9.  | Lione           | 26 | 14 | 1 | 11 | 678 | 568  | 110  | 74 | 56  | 3  | 4  | 65 |
|  | 10. | Montpellier     | 26 | 10 | 0 | 16 | 579 | 615  | −36  | 51 | 58  | 6  | 8  | 54 |
|  | 11. | Brive           | 26 | 11 | 0 | 15 | 585 | 711  | −126 | 52 | 78  | 2  | 5  | 51 |
|  | 12. | Pau             | 26 | 9  | 1 | 16 | 688 | 752  | −64  | 65 | 76  | 2  | 6  | 46 |
|  | 13. | Bayonne         | 26 | 10 | 0 | 16 | 565 | 796  | −231 | 48 | 94  | 1  | 5  | 46 |
|  | 14. | Agen            | 26 | 0  | 0 | 26 | 315 | 1101 | −786 | 30 | 146 | 0  | 2  | 2  |

## Fase a playoff
|  | Preliminari | Preliminari     | Preliminari    |  |  | Semifinali | Semifinali      | Semifinali     |  |  | Finale         | Finale         |  |  |  |  |
|  |             |                 |                |  |  |            |                 |                |  |  |                |                |  |  |  |  |
|  |             | 11 giugno 2021  |                |  |  |            |                 |                |  |  |                |                |  |  |  |  |
|  | 4           | Racing 92       | 38             |  |  |            |                 |                |  |  |                |                |  |  |  |  |
|  | 5           | Stade français  | 21             |  |  |            | 18 giugno 2021  | 18 giugno 2021 |  |  |                |                |  |  |  |  |
|  |             |                 |                |  |  | 2          | La Rochelle     | 19             |  |  |                |                |  |  |  |  |
|  |             |                 |                |  |  | 4          | Racing 92       | 6              |  |  | 25 giugno 2021 | 25 giugno 2021 |  |  |  |  |
|  |             |                 |                |  |  |            |                 |                |  |  | La Rochelle    | 8              |  |  |  |  |
|  |             |                 |                |  |  |            | 19 giugno 2021  | 19 giugno 2021 |  |  | Tolosa         | 18             |  |  |  |  |
|  |             |                 |                |  |  | 1          | Tolosa          | 24             |  |  |                |                |  |  |  |  |
|  |             | 12 giugno 2021  | 12 giugno 2021 |  |  | 3          | Bordeaux Bègles | 21             |  |  |                |                |  |  |  |  |
|  | 3           | Bordeaux Bègles | 25             |  |  |            |                 |                |  |  |                |                |  |  |  |  |
|  | 6           | Clermont        | 16             |  |  |            |                 |                |  |  |                |                |  |  |  |  |

### Preliminari
| Arbitro: | Thomas Charabas |

|                                                          |      |                                        |
| Fickou 5’ Thomas 10’ Machenaud 18’ Zebo 29’ Kolingar 42’ | mt   | 47’ Naivalu 62’ Macalou 66’ Nayacalevu |
| Machenaud 6’, 11’, 19’, 30’, 43’                         | tr   | 48’, 63’, 67’ Segonds                  |
| Le Garrec 50’                                            | c.p. |                                        |

| Arbitro: | Pascal Gaüzère |

|                                       |      |                     |
| Maynadier 37’                         | mt   | 7’ Penaud           |
| Jalibert 38’                          | tr   | 8’ Parra            |
| Jalibert 24’, 35’, 50’, 59’, 66’, 77’ | c.p. | 44’, 54’, 63’ Parra |

### Semifinali
| Arbitro: | Mathieu Raynal |

|                         |      |                   |
| Retière 29’             | mt   |                   |
| West 31’                | tr   |                   |
| West 12’, 21’, 27’, 53’ | c.p. | 8’, 14’ Machenaud |

| Arbitro: | Tual Trainini |

|                          |      |                         |
| Ntamack 5’ Ramos 67’     | mt   | 12’ Ben Lam 54’ Cordero |
| Ramos 69’                | tr   | 13’ Jalibert            |
| Ramos 11’, 18’, 35’, 59’ | c.p. | 44’, 61’, 76’ Jalibert  |

### Finale
| Arbitro: | Mathieu Raynal |

| |              | |
| | mt           | Priso 77’ |
| Ramos 3’, 34’, 64’, 73’ | c.p.         | 43’ West |
| Ramos 9’ Kolbe 40’ | drop         | |
| · Kolbe · Mallía · Chocobares · Ahki · 74’ Lebel · Ramos · 77’ Dupont · 52’ Tolofua · Cros · Elstadt · 59’ Ri. Arnold · 67’ Ro. Arnold · 62’ Faumuina · 57’ Marchand · 62’ Baille | Formazioni   | · Dulin 22’ · Leyds · Rhule · Doumayrou · Retière · West 64’ · Kerr-Barlow 74’ · Alldritt 47’ · Gourdon · Liebenberg · Will Skelton · Sazy 58’ · Atonio 67’ · Bosch 67’ · Wardi 61’ |
| · 57’ Mauvaka · 62’ Neti · 59’ Tekori · 67’ Flament · 52’ Kaino · 77’ Bales · 74’ Médard · 62’ Aldegheri                                                                          | Sostituzioni | · Lagrange 67’ · Priso 61’ · Lavault 58’ · Vito 47’ · Le Bail 74’ · Plisson 64’ · Favre 22’ · Joly 67’                                                                              |
| Ugo Mola | Allenatori   | Jono Gibbes |